# ذاكرة شهود العيان
ذاكرة شهود العيان (بالإنجليزية: Eyewitness memory)‏ هي ذاكرة عرضية لشخص عن جريمة أو حدث درامي آخر شهده. حيث غالبًا ما يعتمد النظام القضائي على شهادة شهود العيان. ويمكن أن تدل هذه الذاكرة أيضًا إلى ذاكرة الشخص للوجه، حيث يُطلب منهم تذكر وجه الجاني على سبيل المثال. ومع ذلك، فإن دقة ذاكرة شهود العيان موضع تساؤل في بعض الأحيان، لوجود العديد من العوامل التي يمكن أن تؤثر أثناء الترميز واسترجاع الحدث المشهود، والتي قد تؤثر سلبًا على تكوين ذاكرة عن الحدث والحفاظ عليها. لاسيما أن الخبراء قد وجدوا أدلة تشير إلى أن ذاكرة شهود العيان غير معصومة من الخطأ.
لطالما تكهن الناس بأن تحديد شهود العيان الخاطئ يؤدي دورًا رئيسيًا في الإدانة الخاطئة للأفراد الأبرياء. وتدعم هذه التكهنات، مجموعة كبيرة من الأبحاث الآن، ممّا يشير إلى أن التعرف على شهود العيان الخاطئ هو المسؤول عن إدانات الأبرياء أكثر من أي عوامل أخرى مجتمعة. وقد يكون هذا بسبب أن تفاصيل الأحداث العاطفية غير السارة تُتذكر بشكل سيئ مقارنة بالأحداث المحايدة، فحالات الاستثارة العاطفية العالية التي تحدث أثناء حدث مرهق أو صادم، تؤدي إلى معالجة ذاكرة أقل كفاءة.
لقد قرر مشروع البراءة، وهي منظمة قانونية أمريكية غير ربحية، أن 75٪ من 239 حالة تبرئة من الحمض النووي حدثت بسبب شهادة شهود عيان غير دقيقة. لذا، من المهم إبلاغ الجمهور بالطبيعة المعيبة لذاكرة شهود العيان والصعوبات المتعلقة باستخدامها في نظام العدالة الجنائية حتى لا يُنظر إلى روايات شهود العيان على أنها الحقيقة المطلقة.

## الترميز

### خلال الحدث

#### تحديات تحديد الوجوه
يكافح الأشخاص كثيراً للتعرف على الوجوه شخصيًا أو من الصور، وهي صعوبة تنشأ عن ترميز الوجوه. عندما خضع المشاركون لاختبار الذاكرة الأساسي من مجموعة من الصور أو مجموعة، كافحوا لتحديد الصور بدقة وكان التعرف عليهم منخفضًا. توفر هذه النتيجة نقطة انطلاق لتقدير دقة تحديد شهود العيان للآخرين المتورطين في حدث صادم. يمكن أن يكون الأمر أكثر صعوبة بالنسبة للشخص لتشفير الوجه بدقة عندما يتعرض هو نفسه لحدث صادم. نظرًا لأن المحاكم تعتمد على التعرف على الوجه لشهود العيان، فمن المهم الاعتراف بأن تحديد الهوية ليس دقيقًا دائمًا. تُظهر العمليات المعرفية والعصبية الخاصة بالوجه مساهمات في المعالجة الشاملة والتعرف في الذكريات العرضية لشهود العيان. قد يكون عدم موثوقية هويات شهود العيان نتيجة لعدم التطابق بين كيفية معالجة الوجوه بشكل شامل وكيف تسترد الأنظمة المركبة الميزات في الوجوه أثناء حدث ما.

#### تأثير ما بين الأعراق
يعد تأثير ما بين الإعراق (أي التحيز الخاص بالعرق، وتأثير العِرق العابر، وميزة العرق نفسه) أحد العوامل التي يُعتقد أنها تؤثر على دقة التعرف على الوجه. أظهرت الدراسات التي تبحث في هذا التأثير أن الشخص أكثر قدرة على التعرف على الوجوه التي تتطابق مع عرقه الخاص ولكنه أقل موثوقية في التعرف على
الأجناس الأخرى غير المألوفة، وبالتالي تثبيط الترميز. وقُدّمت تفسيرات مختلفة لهذا التأثير. إذ يرى تفسير الخبرة الإدراكية أنه مع زيادة التعرض لعِرق الشخص، تتطور الآليات الإدراكية التي تتيح للناس أن يكونوا أكثر كفاءة في تذكر الوجوه الخاصة بعرقهم. يتنبأ الرواية الاجتماعية المعرفية بأن المكونات التحفيزية و/ أو المقصودة تركز على عرق الشخص. وثمة فرضية أخرى هي أن كل عرق يهتم بتفاصيل معينة للوجه للتمييز بين الوجوه. ومع ذلك، قد لا تقوم الأجناس الأخرى بترميز هذه الميزات نفسها. والتقسير الأخير هو أن الوجوه من نفس الجنس تُرمز بشكل أعمق، ممّا يجعل الشاهد لديه ذاكرة أكثر تفصيلاً لتلك الوجوه؛ لكن لم يكن هناك الكثير من الأبحاث لدعم هذه الفرضية.
ركزت الأبحاث حول تأثير العرق الآخر بشكل أساسي على سباقات الأمريكيين من أصل أفريقي والقوقاز. وأظهرت معظم الأبحاث أن شهود العيان البيض يظهرون تأثير العِرق الآخر، لكن هذا التأثير يمتد إلى الأجناس الأخرى أيضًا. وبشكل عام، الذاكرة هي عملية شخصية وهذا التصور للعِرق يسبب الغموض العنصري في التعرف على الوجه. قد يعتمد شهود العيان أحاديي العرق على التصنيف أكثر من شهود العيان متعددي الأعراق، الذين يطورون مفهومًا أكثر مرونة للعرق. قد يؤثر الإدراك على الترميز الفوري لهذه المفاهيم غير الموثوقة بسبب التحيزات، والتي يمكن أن تؤثر على سرعة معالجة وتصنيف الأهداف الغامضة عنصريًا. يمكن أن يُعزى الغموض في التعرف على الوجه في ذاكرة شهود العيان إلى الاستراتيجيات المتباينة المستخدمة عندما تكون تحت تأثير التحيز العنصري. هذه الظاهرة لا تقتصر على العرق. يمكن أن تؤثر الصور النمطية من أي نوع (سواء كانت مرتبطة بالعمر أو الجنس أو ما إلى ذلك) على ترميز المعلومات في وقت الحدث. على سبيل المثال، إذا اُحتجز أحدهما تحت تهديد السلاح من قبل شخصين، أحدهما رجل والآخر امرأة ترتدي قبعة، فقد تتراجع الضحية بسرعة عن الاعتقاد بأن الرجال هم أكثر عرضة للاعتداء. وبالتالي، قد تقوم الضحية بترميز الموقف على أنه يتعلق باثنين من المهاجمين الذكور، ممّا يؤدي إلى آثار إشكالية في عملية التعرف على المعتدين فيما بعد.

#### الإجهاد والصدمة
يمكن أن يؤثر الإجهاد أو الصدمة أثناء حدث ما على ترميز الذاكرة. قد تتسبب الأحداث الصادمة في قمع الذاكرة بسبب الإدراك الواعي. يقال إن عدم القدرة على الوصول إلى الذاكرة المكبوتة يحدث في الحالات التي تنطوي على الاعتداء الجنسي على الأطفال. هناك طريقة أخرى يمكن أن تتأثر بترميز الذاكرة وهي عندما يعاني الشخص المتورط في حدث صادم من التفارق؛ يبتعدون عقليًا عن الموقف، والذي قد يكون بمثابة آلية للتكيف.
أخيرًا، قد تؤدي الصدمة إلى حدوث تأثير وميض؛ يعتقد الشاهد أنه يتذكر بوضوح تفاصيل مهمة لحدث بارز، على الرغم من أنه يجب تحديد دقة هذه الذكريات. في الظروف القانونية، يمكن أن تؤثر الحالة العقلية للشخص في كل من مشاهدة جريمة وفي الشهادة على نجاح استرجاع ذاكرته. يُعتقد أن الإجهاد بكميات صغيرة يساعد الذاكرة، حيث تعمل هرمونات التوتر التي تفرزها اللوزة على تعزيز تماسك الذكريات العاطفية. ومع ذلك، قد يؤدي الإجهاد بكميات كبيرة إلى إعاقة أداء الذاكرة. يمكن لشهود الجرائم الشديدة أو الصدمات أن يصابوا بمزيد من المضاعفات، مثل اضطراب ما بعد الصدمة أو حتى فقدان الذاكرة النفسي المنشأ.

##### اضطراب ما بعد الصدمة
تتأثر الذاكرة الصريحة (المستخدمة في الشهادة القانونية) باضطراب ما بعد الصدمة؛ يمكن للأفراد المصابين باضطراب ما بعد الصدمة أن يكافحوا لتذكر الأحداث الصريحة من ذاكرتهم، وعادة ما تكون تلك الأحداث الصادمة بشكل خاص. قد يكون هذا بسبب تفضيل الشخص عدم التفكير في الذاكرة غير السارة، والتي قد ينساها بالأحرى. من ناحية أخرى، لا يبدو أن الذاكرة الضمنية تتأثر بنفس الطريقة التي تتأثر بها الذاكرة الصريحة، بل إن بعض الأشخاص المصابين باضطراب ما بعد الصدمة قد يسجلون درجات أعلى في اختبارات الذاكرة الضمنية من الأشخاص غير المصابين باضطراب ما بعد الصدمة.

##### فقدان الذاكرة النفسي
يمكن أن يؤثر فقدان الذاكرة النفسي المنشأ (أو فقدان الذاكرة الانفصامي) على الذاكرة الصريحة لحدث معين. تحدث حالات فقدان الذاكرة النفسي غالبًا بعد مشاهدة جريمة شديدة العنف أو صدمة، مثل الحرب.

##### تأثير التطابق المزاج
يمكن أن تتأثر الذاكرة اليومية بعوامل مثل التوتر أو الحالة المزاجية. يشير تأثير "تطابق الحالة المزاجية" إلى دعم الذاكرة من خلال مطابقة الحالة المزاجية في مرحلة الترميز / التعلم مع مرحلة الاسترجاع. إذا رُمزت الذاكرة في ظروف مرهقة، فقد يكون من المرجح أن تُستدعى الذاكرة بشكل أفضل إذا كانت مستويات التوتر عند الاسترجاع متوافقة مع مستويات الإجهاد عند التشفير. قد يؤثر تطابق الحالة المزاجية على قدرة الشهود على تذكر جريمة مرهقة للغاية، إذا كانت ظروف التشفير والاسترجاع مختلفة. قد تكون الكميات المعتدلة من التوتر مفيدة للذاكرة من خلال إطلاق الكورتيكوستيرويدات. على العكس من ذلك، يمكن أن يؤثر الإجهاد المفرط (وبالتالي التدفق الشديد للكورتيكوستيرويدات) على وظيفة الحُصين وبالتالي يعيق الذاكرة. قد تكون المستويات العالية جدًا من إطلاق الكورتيكوستيرويد ضارة جدًا بالذاكرة.

#### بؤرة السلاح
يشير تأثير بؤرة السلاح إلى أن وجود السلاح يضيق انتباه الشخص، وبالتالي يؤثر على ذاكرة شاهد العيان. يركز الشخص على التفاصيل المركزية (على سبيل المثال، السلاح) ويفقد التركيز على التفاصيل المحيطية ممّا يؤدي إلى استدعاء أسوأ للجاني. بينما يُتذكر السلاح بوضوح، تتأثر ذكريات التفاصيل الأخرى للمشهد. يحدث تأثير تركيز السلاح لأن العناصر الإضافية تتطلب مزيدًا من الانتباه البصري، وبالتالي لا تتم معالجتها في كثير من الأحيان. هذا التركيز المتزايد للاهتمام على الجوانب المركزية يسلب موارد الانتباه من التفاصيل المحيطية. على سبيل المثال، إذا اُحضر مسدس إلى مدرسة، فسيؤدي ذلك إلى جذب قدر كبير من الاهتمام، لأن الطلاب غير معتادين على رؤية هذا العنصر. وفي تجربة، عندما كان المشاركون يشاهدون عرضاً مرئياً، وكانوا يرون عنصر تحفيز غير عادي، كانت أوقات رد فعلهم أبطأ (بغض النظر عمّا إذا كان المنبه خطيرًا) مقارنة بأوقات رد الفعل لتحفيز أكثر تواترًا. عندما كان العنصر خطيرًا (أي سلاح)، كان لدى المشاركين دقة وثقة أقل من المجموعة الضابطة. فرضية أخرى هي أن رؤية سلاح قد يسبب حالة من الإثارة. في حالة الإثارة، يركز الناس على التفاصيل المركزية بدلاً من التفاصيل المحيطية.

#### التشوش
يمكن أن تفقد شهادة الشاهد صحتها بسبب العديد من المحفزات الخارجية، والتي قد تؤثر على ما شوهد أثناء الجريمة، وبالتالي تعوق الذاكرة. على سبيل المثال، إذا شاهد شخص ما حادث سيارة في شارع عام للغاية، فقد يكون هناك الكثير من الإشارات التي تصرف انتباه الشاهد عن التركيز الرئيسي. قد تؤدي العديد من مدخلات التحفيز المتداخل إلى كبت أهمية محفز التركيز، وهو الحادث. هذا يمكن أن يحط من آثار الذاكرة للحدث، ويقلل من تمثيل تلك الذكريات. يُعرف هذا بمبدأ التحميل الزائد.

### بعد الحادث
تصبح الذاكرة عرضة للتلوث عندما يناقش الشهود الحدث مع الآخرين ومع مرور الوقت. وذلك لأن آثار الذاكرة تمتزج مع القصص والأحداث الأخرى التي يتعرض لها الشاهد بعد الحدث المجهد أو الصادم نظرًا لأن الذاكرة عرضة للتلوث، فإن الاختبار الأكثر موثوقية للذاكرة هو الاختبار الأولي. يمكن أن تقلل إجراءات الشرطة من آثار التلوث على الذاكرة من خلال بروتوكولات الاختبار المناسبة.

#### تأثير المعلومات المضللة
يمكن أن يتعرض الشهود لانحياز الإدراك المتأخر التي يمكن أن تغير روايتهم للأحداث. من المهم بشكل خاص أن تتأثر ذاكرة شاهد العيان بمعلومات أخرى، بحيث تصبح ذاكرة الشخص متحيزة. يمكن أن يؤدي ذلك إلى زيادة حساسية شهود العيان لتأثير المعلومات المضللة. أفاد الأشخاص بما يعتقدون أنهم شهدوه وقت ارتكاب الجريمة، على الرغم من أن هذا قد يكون نتيجة لذكرى زائفة. يمكن أن تكون هذه التأثيرات نتيجة لمعلومات ما بعد الحدث. من المهم جدًا تزويد الشهود بخيارات استجابة مفيدة في اختبارات الذاكرة وأن يُحذروا من التأثيرات المضللة التي قد تؤثر على كيفية استدعاء ذكرى الحدث في وقت لاحق. يخضع العديد من الموظفين والعاملين في قوى الشرطة وغيرهم للتدريب على الإنذار اللاحق لتقليل التأثيرات على تأثير المعلومات المضللة، والتي يمكن التنبؤ بها قبل الجريمة. يستخدم العديد من الباحثين في دراساتهم شهود العيان لدراسة تأثيرات حجب الاسترجاع، والتي تتداخل مع قدرة الشاهد على تذكر المعلومات. يمكن أن تؤثر المعلومات المضللة قبل الحدث أيضًا على تأثيرات المعلومات المضللة. تتناول دراسات أخرى أيضًا كيف يبدو أن تأثير المعلومات المضللة يتضخم مع زيادة الاسترجاع. قد تؤدي مناقشة الأحداث والاستجواب عدة مرات إلى نسخ مختلفة من الشهادات. ومع ذلك، أثبتت السجلات الأولى أنها الأكثر دقة نظرًا لتقليل تأثير المعلومات الخاطئة.

#### انتقال اللاوعي
العديد من التعريفات الخاطئة هي نتيجة النقل اللاواعي، أو عدم القدرة على التمييز بين الجاني وشخص آخر تمت مواجهته في سياق مختلف. في كثير من هذه الحالات، يُخلط بين الجاني وشخص آخر كان حاضرًا في مسرح الجريمة. وتحدث المعالجة الضمنية أثناء الحدث، حيث يقوم الشاهد بترميز السمات العامة للمارة الأبرياء، ممّا يخلق إحساسًا بالألفة. عند الاسترجاع، يمكن أن تتسبب هذه الألفة في الخلط بين الأشخاص الذين كانوا موجودين في مسرح الجريمة وبين الجاني.
بعد مشاهدة مقطع فيديو لجريمة تورط فيها لص واثنين من المارة الأبرياء، طُلب من المشاركين التعرف على الجاني من ترتيب تضم الأشخاص الثلاثة الموجودين في الفيديو وثلاثة أشخاص آخرين لم يسبق لهم مثيل. حدد معظم المشاركين بشكل خاطئ شخصًا بريئًا من الترتيب. علاوة على ذلك، كان من المرجح أن يخطئ المشاركون في التعرف على أحد الحليفين الأبرياء في الفيديو أكثر من تعريف أحد الأشخاص الثلاثة غير المألوفين. يحدث النقل اللاواعي في هذه الحالة عندما يخطئ الشاهد في نسب إحساسه أو شعورها بالألفة مع الجاني إلى المتفرج. عُثر على هذا التأثير المربك للألفة في إجراء تصوير جنائي تعريفي أيضًا. لا يبدو أن عرض مصفوفات مجسات التصوير وحدها يؤثر على دقة تحديد الهوية. ومع ذلك، يمكن أن يكون هذا العرض التقديمي مؤثرًا إذا تضمنت ترتيب الشرطة أفرادًا ظهروا سابقًا في تصوير الأشخاص. يمكن التعرف على الأشخاص الذين يظهرون في صفوف الشرطة التي ظهرت أيضًا في ترتيب الوجوه السابقة بأسرع ما يمكن تحديد الهدف الفعلي. لذلك، في الحالات التي يُتعرف فيها على المشتبه به من خلال الصور بعد الترتيب، فمن غير المؤكد ما إذا كان تحديد الترتيب نتيجة التعرف على الجاني أو اكتشاف شخص شوهد سابقًا في لقطات الوجه.

## الاسترجاع

### الترتيب
ترتيب الجناة هي طريقة لشاهد عيان للتعرف على الجاني من خلال عرض سلسلة من الصور، أو مجموعة حية من المشتبه بهم. إحدى النتائج المحتملة للترتيب هي أن شاهد العيان يمكنه التعرف على المجرم بشكل صحيح. النتيجة الأخرى هي أن شاهد العيان يمكنه القول بشكل صحيح أن المجرم ليس في الفريق. الخيار الثالث هو أن شاهد العيان قد يفشل في إدراك وجود الجاني. أخيرًا، يمكن لشاهد العيان اختيار مشتبه به آخر بشكل غير صحيح. والنتيجة المثالية هي تحديد الجاني بشكل صحيح، والنتيجة الأسوأ هي التحديد الخاطئ للبريء.

#### دور الشرطة في الترتيب
هناك إرشادات محددة للشرطة يجب اتباعها عند إدارة الترتيب لتقليل التحيز وزيادة دقة أحكام شهود العيان. يجب على الشرطة تقليل الضغط الذي يشعر به شهود العيان لاختيار مجرم من مجموعة من الصور أو الأشخاص. يجب عليهم التأكد من أن شاهد العيان يدرك أن الجاني قد لا يكون في الصف. أيضًا، يجب على الشرطة إجراء إجراء مزدوج التعمية لا يسمح لهم برؤية المصطفين. هذا يمنع الشرطة من إعطاء شاهد العيان أي معلومات، عن قصد أو بغير قصد، حول من مشتبه به. كما أنه يمنع الشرطة من إبداء أي ملاحظات لشاهد العيان. يمكن أن تنتج الملاحظات ثقة زائفة في اختيار الشاهد. عند الإشراف على الترتيب، يمكن للشرطة استخدام سرعة التعرف لتحديد صحة الهوية. إذا حدد الشاهد الجاني بسرعة، فمن المرجح أن يكون الاختيار صحيحًا.

#### أسلوب الترتيب
يعرض الترتيب المتسلسل للشاهد سلسلة من الصور واحدة تلو الأخرى، ممّا يتطلب من المشارك تحديد ما إذا كانت كل صورة تتطابق مع ذاكرته قبل المضي قدمًا. الشاهد لا يعرف عدد الصور الموجودة في المجموعة. في ترتيب متزامنة، تُعرض الصور أو المشتبه بهم معًا. ينتج عن الترتيبات المتسلسلة تحديدات أقل، لأنها أكثر تحديًا وتتطلب حكمًا مطلقًا. هذا يعني أن القرار المتعلق بمطابقة الذاكرة مع الصورة يُتخذ بشكل مستقل. من ناحية أخرى، يتطلب الترتيب المتزامن حكمًا نسبيًا، لأن القرار ليس مستقلاً عن الاحتمالات الأخرى. الحكم المطلق هو حكم يتطلب من الشخص أن يكون متأكدًا بنسبة 100 في المائة في اختياره حيث يكون الحكم النسبي عندما يتخذ شخص ما قراره بناءً على ما يبدو الأقرب. ومع ذلك، يزعم باحثون مثل الدكتور جاري ويلز من جامعة ولاية أيوا أنه "خلال الترتيبات المتزامنة، يستخدم الشهود حكمًا نسبيًا، ممّا يعني أنهم يقارنون الصور أو الأعضاء ببعضهم البعض، بدلاً من ذاكرتهم عن الجاني". والترتيبات المتسلسلة تاريخياً تُفضل في الغالب لأنها لا تعتمد على الحكم النسبي. ومع ذلك، تشير البيانات الحديثة إلى أن تفضيل الترتيبات المتسلسلة على الترتيبات المتزامنة قد لا يكون مدعومًا تجريبيًا. من غير المرجح أن يقوم الأشخاص الذين يشاركون في الترتيبات المتسلسلة بالاختيار على الإطلاق، بغض النظر عمّا إذا كان التحديد دقيقًا أم لا. يشير هذا إلى أن الترتيب التسلسلي يعزز تحولًا أكثر تحفظًا في المعيار لإجراء اختيار بدلاً من زيادة القدرة على اختيار الجاني الحقيقي. وبالتالي، هناك حاجة إلى مزيد من البحث قبل تقديم التوصيات إلى أقسام الشرطة.

#### حجم الترتيب
يجب أن يُرتب المصطفين بخصائص متنوعة حتى لا تكون الترتيبات منحازة تجاه المشتبه به أو ضده. فإذا كان مظهر شخص ما بارزًا، فمن المرجح أن يختار شاهد عيان ذلك الشخص بغض النظر عن ذكرياته عن المجرم. ووفقًا لشوستر (2007)، لا ينبغي للمشتبه به إذا كان في ترتيب الفريق شخصيًا أو في ترتيب الصور، ألا يبرز عن الآخرين في الترتيب.
تنجذب عيون الناس إلى ما هو مختلف. إذا تأكدت من أن جميع الرجال أو النساء في الصور لديهم مظهر ممّاثل، ولهم نفس الخلفية في صورتهم وعرقهم وعمرهم ويرتدون نفس الملابس أو ما شابهها، على سبيل المثال لا الحصر، فإن خطر الاختيار سوف تنخفض النتيجة الإيجابية الخاطئة. وبالتالي، فإن هذه الترتيب موحية. ويجب إضافة مواد التفاصيل إلى الترتيب من أجل تصوير مجموعة واسعة من الخصائص، ولكن يجب أن تتطابق مع أي وصف معروف للجاني.
إذا لم يتطابق جميع أعضاء الترتيب مع الوصف المعروف للجاني، فإنها تكون منحازة تجاه المشتبه به. لقد ثبت أن الترتيبات المنحازة تزيد من أخطاء تحديد الهوية، لا سيما في الترتيبات الغائبة من المشتبه به. إن زيادة الحجم الاسمي للترتيب (العدد الفعلي للمشتبه بهم) غالبًا ما تقلل من احتمالية الاختيار الخاطئ. يلعب الحجم الوظيفي أيضًا دورًا في تحيز الترتيب. الحجم الوظيفي هو المقابل لجزء من الشهود الوهميين الذين يختارون المشتبه به من ترتيب الفريق. على سبيل المثال، في قائمة بالحجم الاسمي 5، إذا اختار 15 من أصل 30 شاهدًا وهميًا (أفراد اختيروا عشوائيًا ولم يتعرضوا للمخالفة) للمشتبه به، فإن الحجم الوظيفي للترتيب هو المتبادل 15/30، وهو 30 / 15 أو 2. لذلك، على الرغم من أن الترتيب تتكون من 5 أعضاء، إلا أنها وظيفية تتكون من 2 فقط. الحجم الفعال هو عدد المشتبه بهم المحتملين. تستخدم الشرطة هذه الأرقام الثلاثة لتقييم ترتيب الفريق.

#### وجهات النظر
تعتمد العديد من الدراسات، بالإضافة إلى إجراءات الشرطة، على مجموعات الصور أو تشكيلات الشرطة حيث يرى شاهد العيان المشتبه بهم من مسافة بعيدة. وهذا الإجراء هو محاولة للقضاء على المشتبه بهم والتعرف على الجاني.
تسمح هذه الأنواع من الترتيبات بدرجات صغيرة فقط من المعلومات المرئية لشاهد العيان، مثل زوايا المشاهدة المحدودة، التي تقيد مستوى التفاصيل مقارنة بالتصنيف الافتراضي المحوسب حيث يمكن للشهود رؤية الأهداف من زوايا ومسافات متعددة. قد يتوقع الشخص أن فحص المشتبه بهم من وجهات نظر غير محدودة سيسمح بإشارات تمييز أفضل، مقارنةً بالآراء المحدودة. ومع ذلك، قد تكون المعلومات المرئية غير المحدودة غير مواتية وتؤدي إلى نتائج عكسية إذا لم تكن المعلومات المقدمة في وقت الاسترداد موجودة بالفعل في وقت تشفير الذاكرة. على سبيل المثال، إذا رأى شاهد عيان وجه الجاني فقط من زاوية واحدة، فإن رؤية المشاركين في الترتيب من وجهات نظر أخرى قد يصرف الانتباه. أظهرت دراسات أخرى أن وجهات النظر غير المحدودة تعمل على تحسين الدقة في صفوف الشرطة. تتحسن دقة شاهد العيان عندما تتطابق المسافة بين المشتبه فيه والشاهد مع المسافة أثناء المشاهدة الأولية للجريمة.

#### نظرية التداخل
ظاهرة أخرى قد تتعارض مع ذاكرة شاهد العيان هي نظرية التداخل. يحدث هذا عندما تتم معالجة المعلومات الجديدة التي تعيق استرجاع المعلومات القديمة. من المصادر الشائعة للتدخل الذي قد يحدث بعد وقوع الجريمة الإبلاغ عن الجريمة. تشمل تحقيقات الشرطة الاستجواب الذي غالباً ما يكون موحياً. قد تؤدي معالجة المعلومات الجديدة إلى تعطيل المعلومات القديمة أو استبدالها بالكامل. إذا كان لدى ضابط الشرطة سبب للاعتقاد بأن المشتبه به مذنب، فإن تحيز المحقق يمكن أن يؤثر على ذاكرة شاهد العيان. يمكن للمحققين أيضًا الضغط على الشهود ممّا يجعلهم يرغبون في اختيار الجاني من ترتيب الشرطة. غالبًا ما يكون شهود العيان غير متشككين في تحيز المحقق ويعتقدون أن ذكرياتهم غير ملوثة.

#### تلوث الشاهد المشارك
غالبًا ما يؤدي وجود شاهد مشارك إلى تلويث الذكريات. عندما يتشاور الشهود حول حدث ما، يمكن أن ينتهي بهم الأمر بالاتفاق على سرد غير صحيح. توصلت الأبحاث إلى أن 71٪ من الشهود غيروا روايات شهود العيان لتشمل عناصر زائفة تذكرها زملاؤهم في الشهود. هذا يجعل من الصعب للغاية إعادة بناء الرواية الفعلية لحدث ما. لمنع هذا التأثير، يجب على الشرطة فصل الشهود في أقرب وقت ممكن قبل الإبلاغ عن الحدث. للأسف هذا صعب، خاصة إذا لم تتدخل الشرطة فور وقوع الحدث. يجب على الشرطة إبلاغ الشهود بإمكانية حدوث تلوث في أسرع وقت ممكن. يجب مقابلة الشهود في أقرب وقت ممكن مع الشرطة مع ملاحظة ما إذا كان الشهود قد قارنوا الروايات. بمجرد تسجيل الروايات، يجب على الشرطة تدوين ملاحظات حول أوجه التشابه أو الاختلافات التي قد تشير إلى تفاصيل أو حقائق ملوثة.

#### الثقة
يمكن للشاهد الذي يتعرف على المشتبه به أن يتخذ قرارًا مع ثقةٍ قليلة أو كبيرة. يختلف مستوى الثقة بين الشهود والمواقف المختلفة. وهناك نوعان من الثقة: الثقة في قدرة الشاهد على تحديد الهوية (قبل مشاهدة الترتيب الشرطة) والثقة في تحديد الهوية بدقة أو الرفض الدقيق. يجب أن يؤخذ في الاعتبار أن الذكريات عادة ما تكون عرضة لتأثيرات متعددة وعرضة للتشويه والخداع: "إنها ليست ثابتة أبدًا ولا تؤدي أبدًا إلى تمثيلات دقيقة تمامًا [و] تحدث هذه التغييرات دون أن نكون على دراية بها." ونتيجة لذلك، لا ينبغي الاعتماد على ثقة الشاهد في قدرته على تحديد الهوية بشكل صحيح لتقييم دقة تحديد الهوية. يجب أن يُطلب من الشهود محاولة تحديد الهوية حتى لو كانت ثقتهم منخفضة. تعد تقييمات الثقة بعد تحديد المشتبه به أفضل تنبؤ (ولكن ليس مثاليًا).
في العديد من التجارب، يُطلب من الشهود تقييم ثقتهم في قرارهم بعد تحديد هوية من ترتيب الفريق. وحقق عدد من علماء النفس في العوامل التي قد تؤثر على علاقة دقة الثقة. ففي مراجعة حديثة لـ 15 تجربة، كانت التعريفات المشبوهة التي أجريت بثقة عالية، في المتوسط، دقيقة بنسبة 97 في المائة. من ناحية أخرى، فإن الشهود الذين يبلغون عن ثقة منخفضة يشيرون إلى حدٍ كبير إلى عدم دقة تحديد الهوية. حلل براندون جاريت، أستاذ القانون بجامعة فيرجينيا، مواد التجربة لـ 161 شخصًا تمت تبرئتهم من الحمض النووي، ووجد أنه في 57% من تلك الحالات، كان من الممكن تحديد أنه في اختبار الذاكرة الأولي (غير الملوث)، كان شهود العيان، في أحسن الأحوال، غير متأكدين.
تنص الفرضية المثلى على أن العوامل التي تؤثر على أمثلية معالجة المعلومات تؤثر أيضًا على موثوقية تقدير الثقة. خلال المواقف التي تكون فيها ظروف معالجة المعلومات أقل من الأمثل (على سبيل المثال، يتنكر الجاني أو تكون مدة التعرض قصيرة) ينخفض أداء الشهود أثناء تحديد الهوية ويكونون أقل ثقة في قرارهم. وبالتالي، يُقدر ارتباط دقة الثقة بأنه أقوى في حالات معالجة المعلومات المثلى مثل وقت التعرض الأطول، وأضعف في ظل الظروف غير المثلى.
تؤثر عوامل معينة على دقة التحديد دون التأثير على الثقة بينما تؤثر العوامل الأخرى على الثقة دون أن يكون لها تأثير على دقة التحديد. يمكن أن تؤثر العمليات الترميمية في الذاكرة (أي تأثير معلومات ما بعد الحدث على الذكريات المخزنة) على دقة تحديد الهوية بينما لا تؤثر بالضرورة على الثقة. قد يكون لعمليات التأثير الاجتماعي (أي الالتزام بالقرار) تأثير على أحكام الثقة بينما يكون لها تأثير ضئيل أو معدوم على دقة التحديد.

### المقابلات
طريقة إجراء المقابلة لها تأثير كبير على دقة الشهادة. عندما يُجبر الشخص الذي تجري مقابلته على تقديم مزيد من المعلومات، فمن المرجح أن ينخرط في التخريف. على سبيل المثال، عندما عُرض على المشاركين مقطع فيديو وأُمروا بالإجابة على جميع الأسئلة (القابلة للإجابة وغير القابلة للإجابة) حول محتواه، غالبًا ما قاموا بتلفيق المعلومات. وعند حث الناس كثيرًا على تذكر شيء ما، غالبًا ما يستدعون ذكريات خاطئة. يظهر هذا التأثير أيضًا في التنويم المغناطيسي: عندما يحاول الناس بشدة وتوجيههم لتذكر شيء ما، فقد ينتهي بهم الأمر إلى فهم الخيال الحي على أنه ذكرى.

#### تقنية المقابلة المعرفية
طور باحثون إستراتيجية بعنوان أسلوب المقابلة الإدراكية، لاستنباط ذاكرة شهود العيان الأكثر دقة. في هذا البروتوكول المفضل لإجراء المقابلات، يجب على المحقق أن يجعل الشاهد يشعر بالراحة، ويطرح أسئلة مفتوحة، ويمنح الشاهد الحرية في وصف الحدث. بالإضافة إلى ذلك، يجب على القائم بإجراء المقابلة أن يشجع الشاهد على استنفاد ذاكرته من خلال إعادة سياق الحدث، واستدعاء الأحداث بترتيب مختلف، وعرض مشهد الحدث من وجهات نظر مختلفة.

#### الإيحاء
يمكن أن تحدث التشوهات في ذاكرة الشاهد من خلال إجراءات الاستجواب الموحية. إن مطالبة شهود العيان باسترداد المعلومات بشكل متكرر في مقابلات متعددة قد يعزز الذاكرة لأن الحدث يُتدرب عليه عدة مرات أو -كما هو الحال في كثير من الحالات- يزيد من قابلية الإيحاء. قد تجذب المعلومات المضللة التي يقدمها المحققون انتباهًا أكثر من المعلومات المشفرة في الأصل، لذلك تُغيير ذاكرة الشاهد للحدث لتشمل تفاصيل خاطئة اقترحت أثناء المقابلة. بالإضافة إلى ذلك، فإن تكرار الأسئلة قد يجعل الشاهد يشعر بالضغط لتغيير إجابته أو شرح إجابة قُدّمت بالفعل بتفاصيل ملفقة. يمكن أن يقلل الاستجواب المفتوح من مستوى الإيحاء المعزز بالاسترداد لأن الشاهد لا يخضع لاختبار التلاعب من قبل المحاور.

#### إعادة السياق
الذاكرة المعتمدة على السياق هي أسلوب شائع يستخدم لمساعدة شهود العيان على تذكر تفاصيل حول بيئة معينة - مراجعة البيئة الأولية التي شفرت فيها المعلومات الأصلية. سيساعد إعادة الشاهد إلى مكان الحادث، على سبيل المثال، على تسهيل الدقة في تحديد الجناة. يُعتقد أن الاستعادة تؤدي إلى تحسين الاسترجاع لأنها توفر إشارات لاستعادة الذاكرة. أظهرت الأبحاث أن إقران وجوه المشتبه بهم أو الكلمات مع الإشارات السياقية في مسرح الجريمة سيعزز الأداء في مهام التعرف. لذلك، يبدو من الناحية العملية أن هذه النتائج يمكن تطبيقها لتحديد هوية شهود العيان.
تتضمن الطرق المستخدمة بشكل شائع في الذاكرة المعتمدة على السياق صورًا للبيئة / المشهد، وإشارات إعادة السياق العقلية، والتذكر الموجه. تشير الدراسات إلى أن إعادة تعريض المشاركين لمسرح الجريمة يعزز الأداء في التعرف على الوجه. كانت هناك أيضًا تأثيرات ملحوظة لإعادة السياق إلى وضعه السابق حيث حُسنت التعريفات الصحيحة مع زيادة الإنذارات الكاذبة. تشير التقارير أيضًا إلى أن حجم التحسن عبر إعادة السياق إلى وضعه السابق قد زاد في مواقف واقعية مقارنة بالدراسات المختبرية.

#### السياق التجريبي
وُجد أن تغيير السياق يُعد أحد أهم تنبئ دقة التعرف. لقد ثبت أن مثل هذه التغييرات في السياق التجريبي لها تأثيرات مشابهة للتحولات في المظهر، مثل التنكر. إذ يمكن أن تتأثر التعريفات الإجرامية بتغيير في السياق. ويجب على المحققين مراعاة حقيقة أن مواجهة أحد المعارف الذي نراه عادةً في سياق واحد، مثل مكان العمل، يغير قابلية تعميم الذاكرة عند مقارنتها بمقابلة نفس التعارف في بيئة أخرى تعمل كسياق غير مرتبط، مثل محل بقالة. فالتغييرات في البيئة تجعل من الصعب التعرف على هذا التعارف.
في البداية، قد يبدو الشخص مألوفًا ولكن نظرًا لأن هذا الشخص ليس في السياق الطبيعي، فقد يكون من الصعب وضع الوجه وتذكر الاسم. بدأ الباحثون في تنفيذ إجراءات لإعادة السياق المحيط بحدث معين في محاولة لتحسين دقة تحديد الهوية. غالبا ما تكون استعادة مسرح الجريمة غير ممكنة. في بعض الأحيان، ومع ذلك، فمن الممكن أن يتخيل شهود العيان، وبالتالي إعادة المناطق المحيطة عقليًا إلى وضعها السابق من خلال إرشادات الصور وغيرها من الأجهزة الذكرية. كم أنه في بعض الحالات، يمكن استخدام مواد من مسرح الجريمة مثل البنادق أو الملابس بشكل إضافي للمساعدة في إعادة السياق. وقد نجحت هذه الأساليب في تحسين موثوقية ودقة استدعاء شهود العيان.

#### تأثير التظليل اللفظي
تستلزم عملية وصف الوجه التفكير في ميزاته بشكل مستقل، لكن الأشخاص يعالجون الوجوه شكليًا (ككل، ترميز الميزات فيما يتعلق ببعضها البعض). لذا، فإن عملية وصف الوجه غالبًا ما تضعف من الذاكرة، وهذا هو تأثير التظليل اللفظي الذي يطغى على الوجه.
يشير تأثير التظليل اللفظي عادةً إلى التأثير السلبي على استدعاء الذاكرة نتيجة إعطاء وصف لفظي لشيء مرئي. على سبيل المثال، من المرجح أن يكون لدى الشاهد الذي يقدم وصفًا شفهيًا للوجه ضعفًا في التعرف عليه لاحقًا. ومع ذلك، فإن الباحث بيرفكت وآخرون (2002) توقع أن يظهر تتأثير التظليل اللفظي أيضًا في التعرف على الصوت؛ وهذا يعني أن الوصف الشفهي للصوت يجب أن يضعف التعرف اللاحق على هذا الصوت. لقد تنبأوا بذلك لأنهم جادلوا بأن الأصوات كان من الصعب التعبير عنها، وبالتالي فمن المحتمل أن تكون عرضة لتأثير التظليل اللفظي الذي يطغى عليه. علاوة على ذلك، لوحظ وجود تفريق بين الدقة والثقة. ثقة المشاركين في أنهم حددوا الصوت الصحيح في تشكيلة الصوت لم تتأثر بتأثير التظليل اللفظي؛ بعبارة أخرى، كان للتظليل اللفظي تأثير في تقليل قدرة شهود الأذن على التعرف ولكن دون علمهم.

## شهادة طفل
شملت معظم الأبحاث حول ذاكرة شهود العيان البالغين، على الرغم من حقيقة أنه من المألوف أن يكون الأطفال متورطين في جريمة أو أن يكونوا شهوداً رئيسيين على جريمة. إذ كشفت إحصائيات دائرة النيابة العامة الملكية أن 1116 طفلاً دون سن العاشرة كانوا شهودًا على جريمة في إنجلترا وويلز في 2008-2009.
تشير شهادة الأطفال إلى الوقت الذي يُطلب فيه من الأطفال الإدلاء بشهادتهم في المحكمة بعد مشاهدة جريمة أو التورط فيها. في الحالات التي يكون فيها الطفل هو الشاهد الرئيسي على الجريمة، فإن نتيجة جلسة الاستماع تعتمد على ذاكرة الطفل للحدث. وهناك العديد من القضايا المهمة المرتبطة بذاكرة شهود العيان للأطفال. على سبيل المثال، دقة تفسير الطفل، في مثل هذه الحالات، إلى جانب مدى قدرة الطفل على تحديد مكان الجريمة والأشخاص المتورطين في الجريمة، تؤثر على مصداقية شهادة الطفل. بينما تُظهر الأبحاث أنه من الممكن للأطفال تقديم معلومات جنائية دقيقة وذات صلة، فإنهم يبدون أقل موثوقية من الشهود البالغين، ومثلهم مثل جميع الشهود، يمكن أن يخلقوا ذكريات كاذبة.
والأكثر من ذلك، غالبًا ما يكون لدى الأطفال مشخصات محدودة، أو رغبة في إرضاء ضابط التحقيق، أو صعوبة في الإجابة على الأسئلة بسبب الصدمة. يمكن أيضًا أن يكون استخدام ذكريات الطفولة المبكرة في شهادات شهود العيان أمرًا صعبًا لأنه في أول عام إلى عامين، لم تتطوّر الذاكرة بالكامل. أظهرت الأبحاث أن الأطفال يمكنهم تذكر الأحداث التي وقعت قبل سن 3-4 سنوات، ولكن هذه الذكريات تتراجع مع تقدم الأطفال في السن (انظر فقدان الذاكرة في مرحلة الطفولة).
يمكن أن يشارك الأطفال في الشهادة ليس فقط عندما يكونون شهودًا، ولكن أيضًا عندما يكونون ضحايا. وهناك عدة حالات لأطفال يستعيدون ذكريات زائفة عن إساءة معاملة الأطفال.
يصعب على الأطفال تحديد ما إذا كانت الذاكرة المسترجعة دقيقة أم متخيلة في حالات الذكريات المسترجعة بشكل خاص. ونظرًا لحساسية هذه الحالات، تُنفذ المقابلات الإستراتيجية للأطفال، ممّا قد يؤدي إلى تأثر الذاكرة. يجب تقييم المقابلات الإستراتيجية بحساسية على أسس شخصية وبدون أسئلة إرشادية، لأنها قد تؤثر على إجابة الطفل. قد تشمل التأثيرات الإضافية الأشخاص المحيطين بالطفل قبل وأثناء السمع. إذا سمع الأطفال معلومات جديدة من هؤلاء الأشخاص، تظهر الدراسات أن الأطفال سيتفقون على الأرجح مع ما قاله الآخرون، بغض النظر عن رأي الطفل الأولي.
تشير الدراسات التي أجريت على الأطفال إلى أن الطفل العادي أكثر عرضة لخطر فقدان الذاكرة، بسبب عدم نضج الدماغ ومرونته، مقارنة بالبالغ العادي.
ظهر أداء ذاكرة ضعيف عند الأطفال الصغار عندما طُلب من مجموعة من الفتيان من مختلف الأعمار أن يتذكروا زيارة الطبيب. أجاب الأطفال الذين تتراوح أعمارهم بين 3-5 سنوات بدقة أقل بكثير من الأشخاص الذين تتراوح أعمارهم بين 6-15 عامًا، ممّا يشير إلى اختلافات في النمو في سعة الذاكرة. علاوة على ذلك، فقد ثبت أن المعلومات المشفرة والمخزنة في الذاكرة تعتمد على مدى المعرفة المتعلقة بالحدث. أي أن الأطفال الذين يتعرضون لحدث ما بقليل من المعرفة، فإن ذاكرتهم عن الحدث لن تكون دقيقة عند مقارنتها بطفل أكثر دراية بالموضوعات المتعلقة بالحدث.
تؤدي نتائج الحساسية المتزايدة وقابلية الإيحاء وفقدان الذاكرة لدى الأطفال إلى التشكيك في كفاءة الطفل ليكون بمثابة شاهد عيان. لذا، قرر الباحثون أنه يجب اعتبار الأطفال شهودًا معتمدين عندما تكون لديهم القدرة على الملاحظة والتواصل واستعادة ذكريات كافية والتمييّز بين الحقيقة والأكاذيب وفهم واجب قول الحقيقة. ومع ذلك، يجب أخذ نفس الحذر الذي يُتخذ مع جميع شهود العيان مع شهادات الأطفال، حيث إن جميع شهادات شهود العيان عرضة لعدم الدقة.

## القدرة الفكرية والشهادة
يُعتبر الأفراد المصابون بإعاقات فكرية أكثر عرضة للاستغلال والاعتداء الجنسي نظرًا إلى حاجتهم للاعتماد على الآخرين وعدم امتلاكهم الوعي الكافي حول وسائل الدفاع عن النفس أو افتقارهم إلى القدرة الجسدية اللازمة في كثير من الحالات. نتيجة لذلك، وجهت العديد من الأبحاث جهودها نحو اختبار إمكانية مساءلة هؤلاء الأفراد في شهادات شهود العيان. عند مقارنة مجموعة من البالغين الذين وقع عليهم الاختيار بواسطة جمعية الإعاقات النمائية مع مجموعة مضبوطة من طلاب الجامعات، حققوا أداءً جيدًا بنفس القدر عند غياب الهدف من مجموعة الاختيارات. مع ذلك، حققت المجموعة المضبوطة نتائج أفضل في التعرف على الهدف عند عرضه في مجموعة الاختيارات، ما يشير إلى قابلية الأفراد المصابين بإعاقات فكرية للتأثر بالإيحاء ومن المرجح اختبارهم عملية التخريف. يظهر الأطفال المصابون بإعاقات فكرية أنماطًا متشابهة في روايات شهود العيان. بعد مشاهدتهم مقطع فيديو لجريمة ما، حقق الأطفال المصابون بهذه الإعاقات أداءً أسوأ من أقرانهم غير المعوقين في العمر نفسه عند إجابتهم على أسئلة مفتوحة النهاية مع حرية التذكر، إذ شمل ذلك الأسئلة العامة والمضلة المحددة على حد سواء. أظهر هؤلاء الأطفال أداءً أفضل من المجموعة المضبوطة من نفس الفئة العمرية في الأسئلة المنقادة ذات الإجابة نعم أو لا، ما يشير إلى أنهم أكثر قابلية للإذعان في المقابلة. تشير هذه النتائج إلى إمكانية اعتبار الأفراد المصابين بإعاقات فكرية شهود عيان أكفاء في حال استجوابهم بطريقة غير منقادة.

## مثال
في عام 1984، وقع اختيار جينيفر تومبسون كانينو على رونالد كوتون بوصفه المغتصب من بين آخرين في صورة فوتوغرافية، وعادت لاختياره في وقت لاحق بوصفه المغتصب من بين آخرين بعد رؤيته شخصيًا على أرض الواقع، ما أدى إلى إدانته بالاغتصاب والسطو، ومن ثم الحكم عليه بالسجن المؤبد مضافًا له أربعة وخمسين عام. قضى رونالد كوتون أحد عشر عام في السجن بسبب ذاكرة شهود العيان المعيبة قبل ظهور أدلة الحمض النووي وتبرئته في عام 1995. عزمت جينيفر على دراسة ملامح مغتصبها بشكل جيد أثناء الحدث الصادم من أجل التعرف عليه فيما بعد، إلا أنها وقعت ضحية القيود التي يفرضها تشفير الذاكرة في وقت الاعتداء. عانت جينيفر بلا ريب من درجة هائلة من الضغط في ليلة تعرضها لاعتداء بوساطة سكين مضغوطة على رقبتها وشعور بالعجز المطلق. «هناك في ذاكرتي، على حافة سكين الخوف، تشوه الزمن». وقعت أيضًا ضحية العديد من العوامل التي أثرت في دقة تذكرها الحادثة بعد وقوعها. حتى في حال التشفير الصحيح للذكريات في وقت وقوع الحدث، قد يسبب عاملا التداخل والتأخير تغيرات على الذكريات بطرق سلبية. يؤدي المرور البسيط للوقت إلى بدء فقدان الذاكرة، وقد تتداخل أي معلومات جديدة معروضة بين زمن الجريمة وإدلاء الشهادة مع دقة تذكر الشاهد. عندما طُلب من جينيفر تحديد المعتدي من مجموعة من الصور الفوتوغرافية، أبلغها رجال الشرطة بعدم وجود أي ضغط عليها لتحديد هوية ما. مع ذلك، ساهم إيمان جينيفر بالنظام القضائي في دفعها نحو الاعتقاد بوجود مشتبه لدى الشرطة نظرًا إلى إبلاغهم لها بالمشاركة في جلسة التعرف عبر الصور الفوتوغرافية. عند اختيارها صورة رونالد أيضًا، أخبرها الشرطي أنها قد قامت بعمل رائع. لم تشمل مجموعة الصور الفوتوغرافية صورة مغتصب جينيفر الحقيقي، بوبي بول.
ساهمت الردود الإيجابية التي تلقتها جينيفر في إدخالها العديد من التفاصيل الموجودة في الصورة الفوتوغرافية إلى ذاكرتها المتعلقة بالاعتداء. استغرقت جينيفر خمس دقائق أيضًا في دراسة الصور قبل اختيارها صورة رونالد كوتون، ما خلق بدوره فرصة كبيرة لتشفير وجه رونالد بوصفه المعتدي والتداخل بالتالي مع الذاكرة الأصلية. عُرضت الصور الفوتوغرافية في نفس الوقت أمام جينيفر، ما سمح لها بمقارنة الصور مع بعضها البعض مقابل ذاكرتها عن الحدث. نتيجة لذلك، عندما طُلب من جينيفر اختيار المعتدي شخصيًا من بين آخرين، رأت جينيفر رونالد في ذاكرتها وبالتالي وقع اختيارها عليه. ساهمت الشرطة بعد ذلك في ترسيخ اختيارها من خلال التعليق «لقد اعتقدنا أنه من المحتمل الفاعل... إنه نفس الشخص الذي اخترته من الصور». نتيجة لذلك، اعتبرت السلطات جينيفر بمثابة شاهد العيان المثالي، إذ امتلكت الدافع الكافي لتذكر وجه المعتدي خلال الحدث ما جعل شهادتها بالتالي أهلًا للثقة. لسوء الحظ، لا ترتبط درجة الثقة في تذكر شاهد العيان مع درقة تعرفه على الجاني. مع ذلك، ترتبط ثقة شاهد العيان في ذاكرته بشكل كبير مع إيمان هيئة المحلفين بدقة شهادة شاهد العيان، ما يزيد من خطر إصدار أحكام بالإدانة على الأفراد الأبرياء. في المختصر، أدى النقل اللاواعي بشكل رئيسي إلى إفساد ذاكرة جينيفر. حتى بعد إدراك جينيفر لبراءة رونالد، استمرت في رؤية وجهه في ذاكرة الاعتداء لسنوات بعد الحادثة. استمر الأمر على هذا النحو حتى التقت برونالد وجهًا لوجه وغفر لها خطأها، إذ بدأت في رؤية رونالد كما هو بدلًا من كونه المعتدي عليها، لتبدأ بعد ذلك صداقة استثنائية وغير متوقعة.

## الذاكرة الصورية
يُعتقد أن الأشخاص الذين يقال إنهم يمتلكون ذاكرة صورية يحتفظون بالصورة لفترة أطول وبدقة أكبر من الشخص العادي. لكن الأدلة على الذاكرة الصورية محدودة، ولا يوجد دليل على أن الذاكرة الفوتوغرافية أو الذاكرة هي نسخة طبق الأصل من حدث ما. فذكريات أولئك الذين يزعمون أن لديهم ذاكرة صورية متفوقة معيبة تمامًا مثل ذكريات الأشخاص الذين لديهم قدرات تذكر طبيعية؛ والأشخاص الذين يدعون أن لديهم ذكريات فوتوغرافية ليسوا في مأمن من شهادات شهود العيان المعيبة. والشهود الذين يعتقدون أنهم قادرون على استعادة صورة ذهنية دقيقة سيكونون أيضًا أكثر ثقة في روايتهم للحدث وقد يؤثرون على نتيجة المحاكمة.
يُعد استدعاء الدقة لمثل هذه المشاهد المرئية مسألة مثيرة للجدل. ففي الماضي، كان يُعتقد أن لدى الأشخاص ذوي الذاكرة الصورية استدعاء دقيق للغاية للعروض المرئية، لكن نتائج الأبحاث الحديثة قد تكشف عن قصة مختلفة. إذ توضح بعض الأبحاث أن الأطفال من ذوي الذاكرة الصورية قادرون بدقة أكبر تذكر التفاصيل المرئية مقارنة بالأطفال ذوي الذاكرة الطبيعية. بينما فشل باحثون آخرون في إيجاد أي ميزة بين المجموعتين. يُفترض أيضًا أن الذاكرة الصورية لا ترتبط تمامًا بالذاكرة وتحسن استدعاء التفاصيل المرئية. وعلى هذا النحو، فإن الذاكرة الفوتوغرافية ليست مفيدة في قاعة المحكمة.
معدل تكرار الذاكرة الصورية منخفض عند البالغين ويظهر أعلى معدل في مراحل نمو الطفل المبكر. في الواقع، تكاد تكون غير موجودة بعد سن السابعة. عند استخدام الإجراءات لتصنيف الذاكرة الصورية الواضحة بشكل منفصل عن خاصية الصورة المتبقية والذاكرة المرئية، يُصنف عدد قليل من الأطفال "ذوو ذاكرة صورية حقيقيين"، ومع ذلك فإن هؤلاء الأطفال لا يزالون قابلين للتأثر بالإقناع، ويمكن أن تحتوي شهاداتهم الشاهدة على أخطاء.

## ذاكرة شهود الاذن
لم تظهر الأبحاث التي تبحث في ذاكرة شهود العيان إلا مؤخرًا من ظل الظواهر التي حُقق فيها على نطاق واسع لذاكرة شهود العيان وشهادة شهود العيان، على الرغم من استخدامها في نظام العدالة الإنجليزي منذ ستينيات القرن السادس عشر. تشير ذاكرة شهود الأذن إلى الذاكرة السمعية للشخص لجريمة أو معلومات تدين سمعها.
تركز الكثير من الأبحاث التي أجريت على ذاكرة شهود الأذن على التعرف على المتحدث، والمعروف أيضًا باسم التعرف على الصوت، في حين أن هناك القليل من الأبحاث التي تبحث في ذاكرة الأصوات البيئية. وتجد غالبية المؤلفات حول التعرف على الصوت والوجه ميزة قوية للوجه؛ مقارنةً بالتعرف على الصوت، ويبدو أن التعرف على الوجوه هو العنصر الأقوى، حيث يجد معظم الأشخاص صعوبة أكبر في استدعاء الصوت مقارنةً بتذكر الوجه.

### دقة شاهد عيان مقابل شهود عيان
وجدت نسبة كبيرة من الأدبيات في شهادة الشهود ميزة استدعاء قوية للمحفزات البصرية مقارنة بالمنبهات السمعية. إذ يبدو أن لدينا ميزة ذاكرة عميقة للأشياء والمشاهد المرئية بينما نكون أكثر فقراً في تذكر المعلومات السمعية. لذلك فإن لهذا آثاراً واضحة على ذاكرة شهود العيان وشهود العيان؛ ما يُرى يجب أن يُتذكر على الأرجح أكثر ممّا يسمعه الشاهد. كما يمكن أن تمتد هذه النتيجة إلى الوجوه والأصوات؛ ففي أدبيات التعرف على الأشخاص، وجد أن الأشخاص أفضل بكثير في التعرف على الشخص من خلال وجوههم بدلاً من صوتهم.

### الذاكرة غير اللفظية: الصوت البيئي
يعرّف الباحثون الأصوات البيئية على أنها أصوات مفعمة بالحيوية أو غير حية، أو اصطناعية أو طبيعية؛ والأصوات التي تنتجها أحداث حقيقية بدلاً من الأصوات التي تنتجها الآلة؛ والأصوات الأكثر تعقيدًا من الأصوات التي ينتجها المختبر وتلك الديناميكية وتنقل إحساسًا بالنشاط. تشمل الأمثلة جرس الباب، والسعال، والمطر، ومحرك السيارة، وإشارة عبور السكة الحديد، وما إلى ذلك. هذه الأصوات البيئية هي مصادر مهمة للمعلومات وتزودنا بمعرفة عن محيطنا.
لقد وجدت الأبحاث أن استدعاء الأصوات البيئية يمكن أن يعتمد على تخزين واسترجاع التفسيرات اللفظية. في إحدى الدراسات، سمع الأشخاص مجموعة مختارة من الأصوات البيئية الغامضة وحاولوا تسمية كل صوت عند إطلاقه. بعد أسبوع، قام الأشخاص بتسمية الأصوات مرة أخرى ووجد أن إعادة تسمية الأصوات أدت لاحقًا إلى أداء الأشخاص بشكل أفضل في اختبار التعرف. يبدو أنَّ التعرف على الأصوات البيئية يعتمد على وضع العلامات في كل من المدخلات وفي مرحلة الاختبار، إما عندما تُنشئ الملصقات من قبل الأشخاص أثناء سماعهم للأصوات، أو عندما تُنشئ الملصقات من قبل المجرب وتقديمها إلى الموضوعات. ووجدت الأبحاث الحديثة أنه من الممكن حفظ جهارة الصوت البيئي. ومع ذلك، تُجرى الكثير من الأبحاث التي تبحث في الصوت البيئي واسترجاع الذاكرة في بيئة معملية، وبالتالي فإن الصلاحية البيئية والتعميم محدودة.

### الذاكرة اللفظية: التعرف على الصوت
بالمقارنة مع استدعاء الذاكرة للوجوه، يبدو أن استدعاء الصوت أكثر عرضة للتداخل بشكل ملحوظ. تشير هذه النتائج المتسقة إلى أن ذاكرة شهود العيان أكثر عرضة لتأثيرات التشويش مقارنة بذاكرة شهود العيان. على الرغم من أن الثقل الذي يُوضع على ذاكرة شهود العيان في المحكمة يجب أن يؤخذ في الاعتبار بعناية نظرًا لوجود الكثير من الأدلة التي تشير إلى قابليتها للخطأ. على سبيل المثال، وجدت بعض الدراسات أن التعرف على شهود العيان يمكن أن يتأثر بتأثيرات مثل تأثير بؤرة السلاح أو التعتيم اللفظي. ومع ذلك، يبدو أن التعرف على الصوت هو المسار الأكثر تضررًا بسبب العوامل المتداخلة.

#### تأثير التظليل الوجهي
غالبًا ما يحدث تتأثير التظليل الوجهي، حيث يكون أداء التعرف على الصوت للأفراد ضعيفًا مع العرض التقديمي المشترك للوجه. لذلك يبدو أن المعلومات المرئية لديها القدرة على التدخل بشكل كبير في استدعاء المعلومات السمعية. ومع ذلك، فقد بحثت الأبحاث فيما إذا كانت ذاكرة شهود الأذن تضعف إلى الدرجة نفسها عندما يُخفى وجه المتحدث بطريقة ما. تظهر الأبحاث أنه عندما يُغطى الوجه، قبعة بالاكلافا على سبيل المثال، تتحسن دقة التعرف على الصوت قليلاً؛ ومع ذلك، لا يزال هناك تأثير التظليل الوجهي على الرغم من قدرة شاهد الأذن على رؤية عدد أقل من ملامح الوجه. 

#### نبرة الصوت
جرى تحديد طبقة الصوت أيضًا كعامل يمكن أن يؤثر على أداء التعرف على الصوت. من المرجح أن يبالغ الأشخاص في ذاكرتهم من أجل العرض؛ عند سماع صوت عالي النبرة في عرض تقديمي أولي (مثل صوت الجاني في جريمة)، من المرجح أن يختار الأشخاص صوتًا أعلى نبرة في مرحلة الاختبار (مجموعة الصوت). وبالمثل، عند سماع صوت منخفض النبرة، فمن المرجح أن يتذكروا الصوت على أنه أقل حدة عند تقديم الأصوات في مجموعة صوتية. يبدو أن الوظائف المعرفية المماثلة تعمل عندما يحاول الأشخاص تذكر الوجوه؛ من المرجح أن يؤدي الغموض المحيط بالعرق أو جنس الوجوه إلى المبالغة في استدعاء الشخص للوجوه فيما يتعلق بالسمات العرقية والجنس. يسمي الباحثون هذا تأثير التشديد. وتشير أن تشفير طبقة الصوت إلى جانب "الخصائص السطحية" الأخرى للكلام مثل محتوى الكلام، على الفور في الذاكرة. وهذا يتناقض مع السمات السمعية مثل الجهارة ومعدل التحدث، حيث يوجد دليل مخالف حول ما إذا كان تشفران تلقائيًا في الذاكرة.

#### تأثير لهجة أخرى
ثمة أدلة تشير إلى أن الشهود قد يجدون صعوبة في التعرف على صوت الجاني إذا كان الجاني يتحدث اللغة الأم للشاهد بلهجة مقارنة بغيرها. يُعتقد أن هناك حاجة إلى مزيد من الجهد المعرفي لمعالجة صوت المتحدث غير الأصلي. هذا بسبب وضع "تكلفة" على المستمع، مع أصوات معلمة تنتهك "مخطط الكلام" الذي يعرفه المستمع في منطقته الجغرافية. لذلك، قد يُطلب من المستمعين بذل المزيد من الجهد من أجل التعرف على مقاطع وكلمات المتحدث غير الأصلي وتمييزها.
يمكن أن تتداخل اللهجة أيضًا مع قدرة الشاهد على التعرف على مظهر الجاني. لقد وجد أنه عندما يُطلب من الشهود استدعاء الجاني، فإن المظهر الجسدي للجاني لا يُتذكر بشكل جيد عندما يكون لديهم لكنة مقارنة عندما لا يفعلون ذلك. تظهر هذه الحالة بلهجات مختلفة ومحتوى الكلام وطول مدة تعرض المستمع للمتحدث. أحد التفسيرات المقترحة لماذا يمكن أن تؤثر اللكنات سلبًا على استدعاء المعلومات المرئية وذاكرة شهود العيان من نظرية الموارد المتعددة ويكنز(2002؛ 2008). تقترح نظرية ويكنز أن موارد الانتباه تُفصل إلى "تجمعات" متميزة، وفقط المهام المرئية والسمعية لها حق الوصول إلى الموارد البصرية والسمعية، على التوالي. ومع ذلك، عندما تنشأ مهمة تتطلب استخدام موارد الانتباه من كلا الطريقتين، فإن هذا يؤدي إلى التنافس على الموارد، ممّا يؤدي بدوره إلى عدم القدرة على إنجاز إحدى المهمتين أو كليهما أو يؤدي إلى أداء ضعيف. لذلك، ربما كان عدد أقل من الموارد العامة متاحًا لتشفير وتذكر مظهر الجاني بعد أن استخدم الشهود موارد الانتباه لمعالجة محتوى الصوت والكلام المشهود.

#### السمع المباشر مقابل الأجهزة
في حين يمكن الحصول على العديد من روايات شهود العيان بشكل مباشر و"في الوقت الحالي"، تأتي العديد منها عبر الهاتف أو عبر أجهزة اتصال أخرى. سواء كان شاهد الأذن يسمع محادثة أو معلومات سمعية أخرى شخصيًا أو يسمعها عبر جهاز اتصال يمكن أن يؤثر على معدل دقتها. ومع ذلك، وعلى عكس هذا التوقع، لم تجد الأبحاث فروقًا ذات دلالة إحصائية بين دقة التعرف على الصوت عند سماع الصوت مباشرة أو عبر الهاتف المحمول، على الرغم من أن جودة الصوت تبدو أقل في الأخير.

#### المشاعر
حقق الباحثون أيضًا إلى أي مدى يمكن أن يساعد تمييز الصوت، مثل العاطفة المتزايدة، أو يضعف تذكر الشخص له. هناك دليل على أن الوجوه تُتذكر بشكل أفضل إذا أظهرت المشاعر مقارنة بالوقت الذي تبدو فيه محايدة ؛ في إحدى الدراسات، تذكر المشاركون الأصحاء الوجوه السعيدة بدقة أكبر من الوجوه المحايدة. وبالمثل، وجدت مجموعة من الدراسات أن الذكريات الأكثر عاطفية بطبيعتها أكثر تعقيدًا ويقل احتمال نسيانها مقارنة بالذكريات الأكثر حيادية.
لذلك يبدو من المنطقي للباحثين استكشاف ما إذا كانت المادة السمعية ذات الطبيعة العاطفية تُتذكر أيضًا بشكل أفضل. فقد أسفرت الأبحاث عن نتائج متضاربة. وجد برادلي ولانغ (2000) أن هناك ميزة للذاكرة للمواد السمعية عندما كانت أكثر عاطفية مقارنة بالوقت الذي كانت فيه أكثر حيادية. وجد المؤلفون أيضًا أن النشاط الفسيولوجي للمشاركين عندما يستمعون إلى أصوات الإثارة العاطفية كان مشابهًا جدًا للإثارة الفسيولوجية الناتجة عند عرض الصور العاطفية عليهم. ومع ذلك، لم تجد الدراسات التي تبحث في المشاعر في الأصوات فروقًا ذات دلالة إحصائية بين معدلات استدعاء الأصوات العاطفية والأصوات المحايدة، حتى أن بعض الأبحاث أظهرت أن العاطفة يمكن أن تضعف استدعاء الذاكرة للصوت. على سبيل المثال، وُجد أن الأصوات الغاضبة قد استدعيت بدرجة أقل مقارنة بما إذا كانت محايدة في النغمة. عُززت هذه النتيجة من خلال دراسات أخرى وجدت أيضًا أنه بدلاً من تحسين التعرف على الصوت، قد تتداخل العاطفة معه بشكل كبير. ومع ذلك، فإن المبادئ التوجيهية الأخلاقية ستحد من مستويات العاطفة المناسبة لتحفيز المشاركين في بيئة الدراسة المعملية.

#### تأخير الوقت
مقدار الوقت بين سماإ الشخص معلومات إدانة أو صوت مرتكبها، على سبيل المثال، والوقت المطلوب لتذكر المعلومات السمعية كشاهد أذن يمكن أن يؤثر على معدل دقة الاسترجاع. إذ يبدو أن ذاكرة المعلومات السمعية بما في ذلك التعرف على الصوت تتراجع بمرور الوقت ؛ لقد وجدت الدراسات أن المشاركين يمكنهم تذكر معلومات سمعية أكثر صحة فور العرض التقديمي الأولي مقارنةً بفترة زمنية مدتها أربعة أيام، ممّا يدعم العديد من الدراسات الأخرى التي توصلت إلى نتائج ممّاثلة. علاوة على ذلك، فإن مدى تأثير الفاصل الزمني على استدعاء الذاكرة للمعلومات السمعية يعتمد على ما إذا كان الشاهد قد سمع للتو المعلومات السمعية عمّا إذا كانت مصحوبة بمعلومات مرئية أيضًا، مثل وجه الجاني. وجدت إحدى الدراسات أن الاسترجاع يتعزز عندما تُسمع كل من المعلومات السمعية ورؤية المعلومات المرئية، بدلاً من مجرد سماع المعلومات السمعية. ومع ذلك، عندما يُطلب من الأشخاص تذكر الصوت ومحتوى الكلام، فمن المرجح أن يتذكروا فقط جوهر ما قيل بدلاً من التذكر الحرفي.
ومن الواضح أن هذا له آثار على مقدار الوزن الذي يُعطى لشهادة شهود العيان في المحكمة. لا يُطلب من شهود العيان عادةً الإدلاء ببيانات أو استدعاء معلومات صوتية أو سمعية فور وقوع الحدث، ولكن بدلاً من ذلك يُطلب منهم استدعاء المعلومات بعد تأخير زمني. هذا يمكن أن يضعف بشكل كبير دقة تذكرهم. شهادات أولئك الذين سمعوا فقط صوت المشتبه به مقارنة بشاهد شاهد وجه المشتبه به وسمع صوت المشتبه به يجب أن تعامل بحذر شديد في المحكمة.

### ذاكرة الأطفال
من الأهمية بمكان إجراء البحوث في ذاكرة شهود عيان الأطفال من أجل ضمان العدالة للأطفال الضحايا والشهود. فبمقارنة بذاكرة شهود العيان البالغين، أهملت منطقة ذاكرة الأطفال شهود العيان إلى حد كبير. وفي واحدة من الدراسات القليلة التي تقارن شهود الأذن من البالغين والأطفال، وجد أومان وإريكسون وجرانهاغ (2011) أن الأطفال في الفئة العمرية الأكبر سنًا من 11 إلى 13 عامًا يؤدون أداءً بمستويات أعلى من فرص التعرف على الصوت، مقارنةً بالفئة الأصغر سنًا. من الأطفال (الذين تتراوح أعمارهم بين 7-9) والبالغين، ويقترح الباحثون أن الطفل الذي يقل عمره عن 10 سنوات قد تغمره المتطلبات المعرفية للمهمة، وبالتالي لا يؤدي أداء المهمة أعلى من مستويات الفرصة. وفي الوقت نفسه، حقق البالغون أعلى نسبة (55٪) من التعريفات الزائفة. ووجدوا أيضًا أن مستوى طبقة الصوت ومعدل مكبر الصوت مرتبطان ارتباطًا وثيقًا بمعدلات تحديد الهوية الزائفة للأطفال وليس البالغين. وبشكل عام، أكدت النتائج دراسات أخرى أظهرت أيضًا أن أداء شهود الأذن للأصوات غير المألوفة ضعيف بشكل عام.
ووجدت أبحاث أخرى أن الأطفال الذين تتراوح أعمارهم بين 11 و13 عامًا والذين اختبروا بعد وقت قصير جدًا من التعرض للصوت قاموا بتحديد هوية أكثر دقة مقارنة بالأطفال الذين اختبروا بعد فترة زمنية مدتها أسبوعين. وقد وُجد أن هذا ليس هو الحال بالنسبة للشهود البالغين.

### الذاكرة السمعية لدى المكفوفين
قُدّم اقتراح مضمونه أن الأشخاص المكفوفين لديهم قدرة معززة على سماع واستدعاء المعلومات السمعية من أجل التعويض عن نقص الرؤية. ومع ذلك، في حين أن الأنظمة العصبية للبالغين المكفوفين تظهر استثارة ونشاطًا مرتفعين مقارنة بالبالغين المبصرين، لا يزال من غير الواضح تمامًا إلى أي مدى تكون هذه الفرضية التعويضية دقيقة. ومع ذلك، فقد وجدت العديد من الدراسات أنه يبدو أن هناك نشاطًا عاليًا لبعض مناطق الدماغ المرئية لدى الأشخاص المكفوفين عند قيامهم بمهام غير مرئية. يشير هذا إلى أنه في أدمغة الأشخاص المكفوفين، حدثت إعادة تنظيم لما هو عادة المناطق المرئية من أجل معالجة المدخلات غير المرئية. هذا يدعم فرضية تعويضية في المكفوفين.

### التعزيز
حققت الأبحاث في كيفية تحسين دقة أداء شهود العيان. إذ بحثت إحدى الدراسات فيما إذا كانت مقابلة تسمى المقابلة المعرفية من شأنها تحسين أداء التعرف على الصوت لدى البالغين أو الأطفال (11-13 عامًا) أو استدعاء محتوى الكلام إذا أجريت مباشرة بعد الحدث. كان من المتوقع أن تؤدي المقابلة المعرفية إلى تحسين احتمالية قيام الشهود بتحديد الهوية بشكل صحيح وتحسين استدعاء محتوى الكلام، سواء بعد الحدث مباشرة بعد تأخير زمني وبغض النظر عن العمر. مع وجود تنبؤ بأن البالغين سيتذكرون محتوى أكثر من الأطفال، لأن دراسات أخرى أشارت إلى أن الأطفال يقدمون تفاصيل أقل من البالغين أثناء الاسترجاع الحر. ومع ذلك، كشفت النتائج عن ضعف معدلات تحديد الهوية الصحيحة، بغض النظر عن نوع المقابلة التي تلقاها شهود العيان (19.8٪)، فضلاً عن ارتفاع معدلات تحديد الهوية الزائفة. حدد 38.7 ٪ من المشاركين بشكل غير صحيح المشتبه به البريء. لا يبدو أنه من المهم إجراء مقابلة بعد وقت قصير من الحدث أم لا. علاوة على ذلك، لا يبدو أن هناك أي فرق بين الأطفال والبالغين من حيث عدد المشتبه بهم الذين حددوا بشكل صحيح من خلال أصواتهم. لذا، يقترح العديد من الباحثين أن هذا يعزز قضية الأطفال (الذين تتراوح أعمارهم بين 11 و13 عامًا) بحيث يُنظر إليهم على أنهم قادرون بنفس القدر على إثبات روايات شهود عيان يحتمل أن تكون مفيدة في محيط المحكمة.

## مثال
في عام 1984، اختارت جينيفر طومسون-كانينو رونالد كوتون من مجموعة صور الترتيب المشتبه بهم، ثم لاحقًا من الترتيب الشخصي كمغتصب لها، ممّا أدى إلى إدانته بالاغتصاب والسطو وحكم عليه بالسجن المؤبد بالإضافة إلى السجن أربعة وخمسين عامًا. أمضى رونالد كوتون أحد عشر عامًا في السجن بسبب خلل في ذاكرة شهود العيان قبل أن تبرأه أدلة الحمض النووي في عام 1995. وعلى الرغم من نية جينيفر القوية لدراسة ملامح مغتصبها أثناء الحدث الصادم بغرض التعرف عليه بعد ذلك، فقد وقعت ضحية قيود الترميز وقت الاعتداء.
لا شك في أن جنيفر عانت من درجة كبيرة من الضغط ليلة اعتداءها والسكين على رقبتها وشعرت بالعجز المطلق. "هناك في ذاكرتي، على حافة سكين الخوف، كان الوقت مشوهاً". كما وقعت ضحية لعوامل بعد الحادث أثرت على دقة استدعائها. حتى لو رمزت الذكريات بشكل صحيح في وقت الحدث، يمكن للتداخل والانحلال أن يغيروا هذه الذكريات بطرق سلبية.
يؤدي مرور الوقت البسيط إلى فقدان الذاكرة، وأي معلومات جديدة تُقدّم بين وقت ارتكاب الجريمة والشهادة يمكن أن تتعارض مع استدعاء الشاهد. عندما طُلب من جينيفر تحديد هوية مرتكبها من خلال سلسلة من الصور، أخبرها الضباط أنه لا ينبغي لها أن تشعر بأنها مضطرة إلى تحديد هويتها. ومع ذلك، فإن إيمان جينيفر بالنظام القانوني دفعها إلى الاعتقاد بأنه لا بد من وجود مشتبه به لدى الشرطة لتبرير مشاركتها في التعرف على الصور الفوتوغرافية. وعندما اختارت جينيفر صورة رونالد، أخبرتها الشرطة أنها قامت بعمل رائع. لم تُضمن صورة مغتصب جينيفر الحقيقي، بوبي بول، في الترتيب. وسمحت ردود الفعل الإيجابية التي تلقتها جينيفر بالبدء في دمج تفاصيل من الصورة في ذاكرتها للهجوم. حقيقة أن جينيفر استغرقت خمس دقائق لدراسة الصور قبل أن تختار صورة رونالد كوتون أتاح أيضًا لجنيفر فرصة كبيرة لترميز وجه رونالد كمهاجم لها وبالتالي تتداخل مع ذاكرتها الأصلية.
تم تقديم الصور في وقت واحد، ممّا سمح لجنيفر بمقارنة الصور مع بعضها البعض على عكس ذكراها للحدث. ونتيجة لذلك، عندما طُلب منها لاحقًا اختيار مهاجمها من التتريب الحضوري، رأت جينيفر رونالد في ذاكرتها وبالتالي اختارته. كما عززت الشرطة من اختيارها بإخبارها "اعتقدنا أنه قد يكون الرجل... إنه نفس الشخص الذي اخترته من الصور". ونتيجة لذلك، اعتبرت السلطات جينيفر الشاهدة المثالية، التي كانت متحمسة لتذكر وجه المعتدي عليها أثناء الحدث وثقت لاحقًا في تحديدها للهدف.
لسوء الحظ، لا يرتبط مستوى الثقة في استدعاء شاهد عيان بدقة تحديد الهوية. ومع ذلك، فإن ثقة شاهد العيان في استدعائه أو استدعائها ترتبط ارتباطًا وثيقًا باعتقاد هيئة المحلفين في دقة شهادة شهود العيان، ممّا يزيد من مخاطر إصدار أحكام إدانة لأفراد أبرياء. نقل اللاوعي شوه ذاكرة جينيفر بمقدار كبير. حتى بعد أن علمت جينيفر ببراءة رونالد، ما زالت ترى وجهه في ذكرى الهجوم بعد سنوات. لم يكن الأمر كذلك حتى التقت برونالد وجهاً لوجه وقدَّم لها مسامحته، فبدأت في رؤية رونالد نفسه بدلاً من كونه مهاجمًا لها، وبالتالي بدأت صداقة رائعة وغير متوقعة بينهما.